# الباجور (مركز)
مركز الباجور، مركز تابع لمحافظة المنوفية في جمهورية مصر العربية، قاعدته الإدارية مدينة الباجور.

## جغرافيا
يقع مركز الباجور في شرق المحافظة، ويحده من الشمال مركز شبين الكوم ومن الجنوب مركز أشمون ومن الشرق محافظة القليوبية ومن الغرب مركز منوف. تبلغ مساحة المركز 164 كم2
يضم المركز مدينة واحدة وهي الباجور، كما يحتوي على 47 قرية ونحو 106 عزبة، مقسمة على 12 وحدة قروية وهي اسطنها وبي العرب وفيشا الصغرى وجروان وسبك الضحاك وكفر الخضرة ومناوهلة ومشيرف وكفر الباجور وميت عفيف وتلوانة وبهناي.

## التاريخ
في 5 صفر 1252هـ/21 مايو 1836م، تقرر نقل ديوان قسم مناوهلة إلى بلدة الباجور لعدم وجود المساكن اللازمة لموظفي القسم بمناوهلة، وصلاحية الباجور لإقامة موظفي القسم. ثم تقرر في سنة 1288 هـ/1871م، نُقل ديوان قسم الباجور إلى بلدة سبك الضحاك حتى سنة 1315هـ/1897م حيث ألغي مركز سبك الضحاك بسبب تعديل الحدود الفاصلة بين مديريتي المنوفية والغربية. وفي سنة 1366هـ/1947م، تأسس مركز الباجور مجددًا بضم أجزاء وقرى من مراكز منوف وأشمون وقويسنا وشبين الكوم.

## السكان
بلغ عدد سكان مركز الباجور 335,159 نسمة عام 2014، يمتهن جزء كبير منهم حرفة الزراعة حيث تبلغ المساحة المنزرعة في المركز 33,453 فدان.

## خدمات
يضم المركز مستشفى مركزي، و 204 مدرسة و 20 معهدًا أزهريًا وتبلغ نسبة الأمية بين سكان المركز 24.3% ويضم المركز 487 مسجدًا وبالمركز أفرع لبنوك الأهلي المصري والقاهرة والإسكندرية وناصر.

## أعلام المركز
أما أعلام المركز فمنهم:
- إبراهيم الباجوري أحد شيوخ الأزهر[12]
- الشيخ الخضري أحد أوائل المحاضرين في الجامعة المصرية القديمة[12]
- السيد سابق صاحب كتاب فقه السنة[13]
- كمال الجنزوري رئيس وزراء مصر الأسبق
- كمال الشاذلي وزير سابق ونائب برلماني عن المركز لأكثر من أربعين عام.[14]